# مارن کرویمن
مارن کرویمن (انگلیسی: Maren Kroymann؛ زادهٔ ۱۹ ژوئیهٔ ۱۹۴۹) خواننده، و بازیگر سینما اهل آلمان است.
از فیلم‌ها یا برنامه‌های تلویزیونی که وی در آنها نقش داشته‌است می‌توان به موج و سقوط آزاد اشاره کرد.